# Giacomo Mari
Giacomo Mari (né le 17 octobre 1924 à Vescovato dans la province de Crémone en Lombardie et mort le 16 octobre 1991 à Crémone) est un joueur et entraîneur de football italien.

## Biographie

### Clubs
Giacomo Mari fut un arrière central classique qui évoluait aussi au milieu de terrain. Après trois saisons de championnat avec l'Atalanta Bergame au début de sa carrière, il rejoint ensuite le club piémontais de la Juventus avec qui il gagne deux championnats. À la Juve, il joue son premier match le 11 septembre 1949 lors d'un succès 5-2 en Serie A contre la Fiorentina.

### Équipe nationale
Giacomo Mari est l'un des cinq joueurs italiens (les autres sont Giampiero Boniperti, Gino Cappello, Ermes Muccinelli et Egisto Pandolfini) à avoir joué les deux coupes du monde, celle de 1950 et 1954. 
Avant le mondial 1954, il est transféré pour la Sampdoria de Gênes et termine son parcours en Serie A avec Padoue. 
Avec l'équipe d'Italie, il effectue sa première compétition aux Jeux olympiques de 1948 à Londres, contre le Paraguay. Il joue ensuite au mondial 1950 au Brésil et en Suisse en 1954.

## Palmarès
Juventus
- Championnat d'Italie (2) :
  - Champion : 1949-50 et 1951-52.
  - Vice-champion : 1952-53.